# Cybrothel
Cybrothel é um bordel de realidade virtual com sede em Prenzlauer Berg, Berlim, fundado em 2020. Em junho 2024, lançou uma boneca movida a inteligência artificial.

## Serviços
O Cybrothel foi fundado por Philipp Fussenegger, Matthias Smetana, Sujmo Akcali e Alexis Smiley Smith, com Thomas Kriebernegg como CEO. O bordel declara-se ser o primeiro bordel de realidade virtual do mundo e inspirou-se nos bordéis de bonecas do Japão.
Ele oferece serviço de aluguel de bonecas de tamanho real que funcionam com um operador em uma sala externa, o que é chamado pelos criadores de "análogo a IA". As bonecas não podem falar ou se mover, e a interação é feita com óculos de realidade virtual. É possível assistir pornografia em realidade aumentada ou conversar com as bonecas através de uma dubladora. Apesar da interação com o operador, a sessão não é gravada. O bordel também oferece serviços para mulheres, onde elas podem usar dildos, vibradores, balanços sexuais ou uma cinta peniana para penetrar as bonecas. Além disso, também oferece orgias mensais com até 60 pessoas e bonecas. A pornografia é feita em cooperação com o estúdio BaDoinkVR. Além disso, o bordel oferece jogos de realidade virtual, e em 2023 anunciou que estava produzindo seu próprio jogo de hentai. Em junho de 2024, o Cybrothel lançou uma boneca movida a inteligência artificial.
As bonecas de silicone possuem uma história fictícia e são customizáveis. O cliente pode escolher a cor do cabelo, suas vestes, fetiches ou até mesmo se ela vai se comunicar ou não. Elas falam em inglês ou alemão. Além disso, as próprias bonecas possuem tecnologia imbutida. Kokeshi, uma das bonecas mais populares, era capaz de mover seus quadris, gemer, "respirar" e tinha uma vagina pulsante, mas quebrou após dez usos devido a tecnologia ser nova. As salas são equipadas com um banheiro, quitinete e um cinema. Não é permitido que os clientes sejam agressivos com as bonecas, ou que peçam serviços sexuais simulando menores de idade ou animais. Após a estreia do filme, o bordel passou a oferecer serviços com a Barbie e o Ken.

## Críticas
Fussengger afirma que seus clientes não se sentiam julgados ao revelarem sua intimidade para uma IA. Smetana também afirma que o serviço atrai veteranos da indústria do sexo que estejam buscando por um ambiente mais inovador. Porém, o bordel gerou diversas críticas ao seu serviço.
A inteligência artificial é passível de ser treinada com bancos de dados que ignoram o prazer feminino ou tenha relações heteronormativas. Também, a redução de contato humano pode gerar expectativas não realistas em relações sexuais reais, podendo levar ao vício e ao isolamento social. Além disso, há a preocupação de clientes passarem a tratar trabalhadoras do sexo como bonecas ou ignorarem o conscentimento durante as relações. Outra preocupação é  a quebra de privacidade pela coleta de dados que muitas vezes é feita pelos chatbots, ou o possível uso para atividades ilegais, como atos violentos e pedofilia. Estes atos não são permitidos pelo bordel.
Também existem preocupações com a higienização das bonecas. Ela são lavadas com água e sabonete de pH neutro e desinfetadas com peróxido de hidrogênio após cada sessão. O quarto também é sanitizado.
Em resposta, a produtora Clips4Sale afirmou que para muitas pessoas, sexo com robôs ou bonecas é um fetiche, e não um substituto para sexo real. Fussenegger afirma que a maior parte dos clientes vê as bonecas como um brinquedo sexual. Também foi levantada a possiblidade de mitigação de danos com conteúdo pornográfico criado sem o uso de pessoas reais.